# Zero (álbum)
Zero (estilizado em maiúsculas) é o quarto álbum de estúdio da banda japonesa de metal Dead End, lançado em 21 de setembro de 1989 no Japão pela gravadora BMG Victor.
"Good Morning Satellite" foi usado como trilha sonora do filme de 1990 Fuusen (ふうせん).
Em 23 de dezembro de 2009, foi remasterizado e relançado como Zero +2 contando com duas faixas bônus, "Good Morning Satellite" e "Genshi no Karera", pela Ariola Japan.

## Produção e lançamento
O Dead End lançou seu primeiro single em uma grande gravadora, "Blue Vices", em setembro de 1998. Este foi o primeiro e último na Victor Entertainment, pois a banda transferiu para a BMG em seguida e lançou o single "So Sweet So Lonely" em 21 de julho de 1989.
O grupo viajou para Londres em maio de 1989 para gravar o álbum, co-produzido com Hajime Okano. Zero também contou com a engenharia musical de Steve Parker, que já trabalhou com Steve Lillywhite, um dos maiores produtores musicais da cena do rock. Terminaram as gravações em julho, inclusive do videoclipe de "So Sweet So Lonely" e retornaram ao Japão.
Zero foi lançado em 21 de setembro de 1989 e no mês seguinte as turnês de promoção do álbum começaram. Após a perfomance no Nakano Sun Plaza em Tóquio em janeiro do ano seguinte, Minato inesperadamente declarou que estava deixando a banda. Após o ocorrido, Morrie e You começaram a trabalhar em suas carreiras solo e os fãs começaram a especular que a banda havia encerrado as atividades. Posteriormente, os boatos se confirmaram.

## Legado
L'Arc~en~Ciel admite que Zero foi uma grande influência em seu primeiro álbum, Dune.
Em 2018, a banda anglo-japonesa Esprit D'Air lançou um cover de "Serafine". O vocalista Kai contou: "Escolhi fazer um cover dessa música porque ela simboliza parte da minha vida atual, e isso significa muito para mim."
Sugizo fez um cover de "So Sweet So Lonely" para o álbum de 2020 Ai to Chōwa em homenagem ao guitarrista You, que faleceu no mesmo ano, citado por Sugizo como uma de suas maiores influências.

## Faixas
Todas as letras escritas por Morrie. 
| N.º | Título               | Música                | Duração |  |
| 1.  | "I Want Your Love"   | Morrie e Hajime Okano | 4:14    |  |
| 2.  | "Sleep In The Sky"   | Morrie                | 5:29    |  |
| 3.  | "Baby Blue"          | You                   | 3:35    |  |
| 4.  | "So Sweet So Lonely" | You e Hajime Okano    | 5:09    |  |
| 5.  | "Crash 49"           | Morrie e Hajime Okano | 4:39    |  |
| 6.  | "Trickster"          | You                   | 3:59    |  |
| 7.  | "Hyper Desire"       | Morrie                | 4:22    |  |
| 8.  | "Promised Land"      | You                   | 4:24    |  |
| 9.  | "I Spy"              | You                   | 3:27    |  |
| 10. | "I'm In A Coma"      | You                   | 4:37    |  |
| 11. | "Serafine"           | You                   | 5:48    |  |

| Zero +2        |                                   |         |  |
| N.º            | Título                            | Duração |  |
| 1.             | "Good Morning Satellite"          | 4:39    |  |
| 2.             | "Genshi no Karera" (原始のかけら) | 5:08    |  |
| Duração total: | Duração total:                    | 59:37   |  |

## Posição nas paradas
| Ano  | Parada               | Melhor posição        |
| ---- | -------------------- | --------------------- |
| 2009 | Oricon Singles Chart | #152 (remasterização) |

## Ficha técnica
Dead End
- Morrie - vocal principal
- You - guitarra
- Crazy Cool Joe - baixo
- Minato - bateria

Produção
- Hajime Okano e Dead End - produção
- Steve Parker - engenharia